# Curetis gabrieli
Curetis gabrieli är en fjärilsart som beskrevs av Corbet 1937. Curetis gabrieli ingår i släktet Curetis och familjen juvelvingar. Inga underarter finns listade i Catalogue of Life.